# Malu Roșu, Ialomița
Malu Roșu (în trecut, Rădulești) este un sat în comuna Armășești din județul Ialomița, Muntenia, România.
Începând cu 1931, satul Malu Roșu, denumit pe atunci Rădulești s-a separat de comuna Armășești și a format o comună separată.
În 1950, comuna Rădulești a trecut în administrarea raionului Urziceni din regiunea Ialomița și apoi (după 1952) din regiunea București. Comuna și satul ei de reședință (în fapt, unicul său sat) au fost rebotezate în 1964 Malu Roșu. În 1968, comuna Malu Roșu a fost desființată și inclusă în comuna Armășești.